# Samuel Anderson
Samuel Anderson (ur. 1984 w Birmingham) – brytyjski aktor filmowy, telewizyjny, radiowy i teatralny. Znany jest m.in. z roli Rossa Kirka w brytyjskiej operze mydlanej Emmerdale oraz z roli Danny’ego Pinka w brytyjskim serialu science-fiction Doktor Who.

## Filmografia
Źródło:

### Filmy
| Rok  | Film                | Rola               | Uwagi                |
| ---- | ------------------- | ------------------ | -------------------- |
| 2006 | Męska historia      | Crowther           |                      |
| 2007 | Stuck               | Simon              | film telewizyjny     |
| 2007 | The Prodigals       | Ryan               | film krótkometraowy  |
| 2009 | Highlight           | James              |                      |
| 2012 | Betsy & Leonard     | Dwayne             |                      |
| 2012 | Undefeated          | trener koszykarski | film krótkometrażowy |
| 2015 | Pleasure Island     | Nate               |                      |
| 2015 | The Lady in the Van | Świadek Jehowy     |                      |

### Seriale
| Rok              | Serial                  | Rola                                         | Uwagi                             |
| 2004             | The Afternoon Play      | recepcjonista / kasjer                       | odc. „Sons, Daughters and Lovers” |
| 2003; 2009; 2011 | Doctors                 | Tim Cartwright / Roger Gently / Gregg Wilcox | 4 odcinki                         |
| 2004             | Klątwa upadłych aniołów | Julius                                       | 1 odcinek                         |
| 2005-2006        | Totally Frank           | Jason                                        | 6 odcinków                        |
| 2007; 2009       | Gavin i Stacey          | Fingers                                      | 3 odcinki                         |
| 2007-2009        | Emmerdale               | Ross Kirk                                    | 105 odcinków                      |
| 2009; 2012       | Na sygnale              | Kris Kingsley / Liam                         | 4 odcinki                         |
| 2011             | DCI Banks               |                                              | 1 odcinek                         |
| 2012             | Bedlam                  | Taylor                                       | odc. „Dare”                       |
| 2013             | Morderstwa w Midsomer   | Perry Stevens                                | odc. „Death and the Divas”        |
| 2013             | The Job Lot             | Craig Allen                                  | 1 odcinek                         |
| 2014             | Death in Paradise       | Model                                        |                                   |
| 2014             | Doktor Who              | Danny Pink                                   | 11 odcinków                       |
| 2014-2015        | Między kasą a zapleczem | Daniel                                       | 12 odcinków                       |